# المهرجان طوبي
مهرجان طوبى هو مهرجان ثقافي فني الدولي الذي أقامته جامعة المصطفى (ص) العالمية مرتين في العامين: 1384 و 1386 هجري شمسي، والذي ستقيمه الجامعة في العام 1388 أيضا بهدف التعرف على القدرات الثقافية والفنية والتبليغية للطلاب والفضلاء والجامعیین غير الإيرانيين، وعوائلهم الكريمة والتشکیلات الثقافیة. لذلك تم توجيه الدعوة إلى جميع الطلاب والفضلاء والجامعیین المحترمين من غير الإيرانيين و التشكيلات الثقافية لكي يرسلوا أعمالهم القيمة، و يساهموا بالتالي في إقامة هذا المهرجان على نحو أجمل وأصلح.

## الأهداف
1- تكريم وتقدير أصحاب الفن والفكر من غير الإيرانيين.
2- التعرف على القابليات والقدرات الثقافية والفنية لطلاب العلوم الدينية و الجامعیین من غير الإيرانيين.
3- زيادة فعالية طلاب العلوم الدينية و الجامعیین من غير الإيرانيين في مجال الثقافة التبليغية.
4- تدعيم مؤثرية المهارات الثقافية، والفنية، والإعلامية بين المخاطبين.

## وصلات خارجية
- الموقع الرسمي للمهرجان الدولی طوبی الثقافی التبلیغی
- الموقع الرسمي للجامعة المصطفى (ص) العالمية